# Urolycisca balteata
Urolycisca balteata är en stekelart som först beskrevs av Peter Cameron 1884.
Urolycisca balteata ingår i släktet Urolycisca och familjen puppglanssteklar. Inga underarter finns listade i Catalogue of Life.